# Первое правительство Яна Чернего
Первое правительство Яна Чернего — четвёртое чехословацкое правительство после провозглашения государства. Создано после падения предыдущего правительства из-за кризиса в социал-демократической партии, приведшего в итоге к созданию Коммунистической партии Чехословакии. По решению Национального Собрания, его преемником стало парламентское правительство Яна Чернего.
Прекратило свою деятельность после создания парламентско-партийного правительства Бенеша.

## Состав правительства
| Портфель                                      | Министр                          | Принятие поста   | Оставление поста |
| --------------------------------------------- | -------------------------------- | ---------------- | ---------------- |
| Председатель правительства                    | Ян Черный                        | 15 сентября 1920 | 26 сентября 1921 |
| Министр внутренних дел                        | Ян Черный                        | 15 сентября 1920 | 26 сентября 1921 |
| Министр иностранных дел                       | Эдвард Бенеш                     | 15 сентября 1920 | 26 сентября 1921 |
| Министр финансов                              | Карел Энглиш (и. о.)             | 15 сентября 1920 | 21 марта 1921    |
| Министр финансов                              | Владимир Ганачик                 | 22 марта 1921    | 26 сентября 1921 |
| Министр школьного и народного образования     | Йосеф Шуста                      | 15 сентября 1920 | 26 сентября 1921 |
| Министр национальной обороны                  | Отакар Гусак                     | 15 сентября 1920 | 26 сентября 1921 |
| Министр юстиции                               | Август Попелка                   | 15 сентября 1920 | 26 сентября 1921 |
| Министр промышленности и торговли             | Рудольф Готовец                  | 15 сентября 1920 | 26 сентября 1921 |
| Министр путей сообщения                       | Вацлав Бургер                    | 15 сентября 1920 | 26 сентября 1921 |
| Министр общественных работ                    | Франтишек Коваржик               | 21 сентября 1920 | 26 сентября 1921 |
| Министр сельского хозяйства                   | Владислав Брдлик                 | 15 сентября 1920 | 26 сентября 1921 |
| Министр социального обеспечения               | Йосеф Грубер                     | 15 сентября 1920 | 26 сентября 1921 |
| Министр здравоохранения и физической культуры | Ладислав Прокоп Прохазка         | 15 сентября 1920 | 26 сентября 1921 |
| Министр почты и телеграфа                     | Максимилиан Фатка                | 15 сентября 1920 | 26 сентября 1921 |
| Министр унификации                            | Владимир Файнор                  | 15 сентября 1920 | 26 сентября 1921 |
| Министр по делам Словакии                     | Мартин Мичура                    | 15 сентября 1920 | 26 сентября 1921 |
| Министр народных поставок                     | Леопольд Пруша                   | 15 сентября 1920 | 24 января 1921   |
| Министр народных поставок                     | Владислав Брдлик (и. о.)         | 24 января 1921   | 25 апреля 1921   |
| Министр народных поставок                     | Ладислав Прокоп Прохазка (и. о.) | 25 апреля 1921   | 26 сентября 1921 |
| Министр внешней торговли                      | Рудольф Готовец (и. о.)          | 15 сентября 1920 | 26 сентября 1921 |